# Irdeto

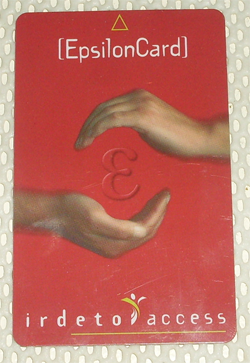
Karta Irdeto 2

Irdeto je původně nizozemská společnost, která vyrábí software pro zabezpečení placené televize. Regionální ústředí se nacházejí v Hoofddorpu, Pekingu a San Francisku. Produkují čipové karty a zařízení s povrchovou montáží pro dekódování placené televize šířené kabelovými sítěmi, satelitu, IPTV a mobilních telefonů.
Irdeto založil v roce 1969 mediální inženýr Pieter den Toonder v Dordrechtu. Irdeto je zkratkou z Ingenieur Den Toonder. Společnost je nyní dceřinou společností jihoafrické mediální skupiny Naspers.
V roce 2006 Irdeto (již jako pobočka společnosti Naspers) odkoupila od společnosti Philips divizi CryptoTec Conditional Access vyvíjející konkurenční systém Cryptoworks za 31 milionů dolarů.
Systém využívá mnoho poskytovatelů po celém světě, například téměř všechny kabelové společnosti v Nizozemsku (s výjimkou společnosti UPC, která používala Nagravision). Poskytovatel satelitů CanalDigitaal používal toto šifrování do 10. prosince 2012.
Původní systém kódování – Irdeto 1 – byl na konci 90. let prolomen; Objevily se nelegální čipové karty, které umožňovaly příjem šifrovaných kanálů zdarma. V říjnu 2000 byla představena vylepšená verze s názvem Irdeto 2. Toto kódování bylo částečně prolomeno v roce 2007. S kartou nazývanou Gamma bylo možné sledovat programy z balíčků Ziggo a Canal Digitaal zdarma do 10. prosince 2012. Kartu je nyní obtížné získat kvůli opatřením proti pirátství.
Novější varianty systémy Irdeto (s rozhraním CI+) jsou stále používány pro kódování pozemního (DVB-T a DVB-T2) i satelitního vysílání. Poskytovatelé satelitního vysílání se snaží své zákazníky přesměrovat na alternativní systémy – Nagravision nebo Viaccess Orca.